# Xã Sand Creek, Quận Slope, Bắc Dakota
Xã Sand Creek (tiếng Anh: Sand Creek Township) là một xã thuộc quận Slope, tiểu bang Bắc Dakota, Hoa Kỳ. Năm 2010, dân số của xã này là 34 người.